# Робърт М. Едсъл
Робърт Морс Едсъл (на английски: Robert Morse Edsel) е американски писател и бизнесмен.

## Биография и творчество
Пише бестселъри в жанра документалистика като Rescuing Da Vinci, The Monuments Men: Allied Heroes („Пазители на наследството: Най-мащабното търсене на съкровища в историята” Архив на оригинала от 2014-07-18 в Wayback Machine. („Вакон“, 2014)), Nazi Thieves and the Greatest Treasure Hunt in History и Saving Italy: The Race to Rescue a Nation's Treasures from the Nazis, които разказват за съхраняването на културното наследство по време на Втората световна война и героите, които поемат тази мисия. Едсъл основава и ръководи Фондацията „Пазители на наследството“ за защита на изкуството, която през 2007 г. е отличена с Национален медал за хуманитаристика от президента Джордж Буш. За Националните архиви на САЩ фондацията дарява два албума със снимкови доказателства за кражбите на Третия райх на културни съкровища.
Още в края на миналия век Едсъл започва да размишлява върху мерките, прилагани през Втората световна война, за да се ограничи унищожението на културните паметници от Адолф Хилер и нацистка Германия. Авторът се захваща със сериозни проучвания през 2000 г., а през 2004 г. разследването се превръща в негова основна професия и той установява своя офис в Далас. Една година по-късно, Едсъл е събрал достатъчно сведения и снимков материал, за да напише първата си документална книга „Resuing Da Vinci”, която публикува през 2006 г. През септември 2009 г. на книжния пазар се появява и втората му книга в жанра – „Пазители на наследството“ и се планира публикуването ѝ на седемнайсет езика.
През май 2013 г. от печат излиза продължението на „Пазители на наследството“, озаглавено „Saving Italy: The Race to Rescue a Nation's Treasures from the Nazis”.

## Произведения
- Rescuing Da Vinci: Hitler and the Nazies Stole Europe's Great Art America and Her Allies Recovered It (2006)
- The Monuments Men: Allied Heroes, Nazi Thieves, and the Greatest Treasure Hunt in History (2009)
- Saving Italy: The Race to Rescue a Nation's Treasures from the Nazis (2013)